# Higashi-ku (Niigata)
Pour les articles homonymes, voir Higashi-ku.
Higashi (東区, Higashi-ku) est l'un des huit arrondissements de la ville de Niigata au Japon. Il est situé au nord-est de la ville, au bord de la mer du Japon.

## Histoire
L'arrondissement a été créé en 2007 lorsque Niigata est devenue une ville désignée par ordonnance gouvernementale.

## Démographie
En 2016, sa population est de 137 315 habitants pour une superficie de 38,62 km2, ce qui fait une densité de population de 3 560 hab./km2.

## Transport publics
L'arrondissement est desservi par les lignes Shin'etsu et Hakushin de la JR East.
L'aéroport de Niigata est situé dans l'arrondissement.